# Falun
Falun, IPA /'fɑːlʉn/, è una città della Svezia centrale di 37 291 abitanti, centro della municipalità omonima (55 267 abitanti). La città è anche capoluogo della contea (län) della Contea di Dalarna. È la città dove si è formata nel 1999 la band dei Sabaton. 

## Storia
Nei pressi di questa cittadina si estraevano un tempo i due terzi del rame di tutto il mondo. Da qui la sua eccezionale importanza e la ricchezza che ne deriva. Oggi l'ex zona mineraria di Falu koppargruva e gli edifici annessi sono stati dichiarati Patrimonio dell'umanità dall'UNESCO per l'unicità e l'originalità delle strutture.

## Geografia fisica
La città, assieme con Borlänge, costituisce un'area metropolitana di circa 100 000 abitanti. Sorge a centro-sud della Svezia, a 233 km (nord-est) da Stoccolma, 92 (est) da Gävle e 194 (nord-est) da Uppsala.

## Sport
Stazione sciistica, Falun ha ospitato i Campionati mondiali di biathlon nel 1986 e i Campionati mondiali di sci nordico nel 1954, nel 1974, nel 1980 (parzialmente), nel 1993 e nel 2015. Attualmente è attrezzata con due trampolini, il piccolo Kvarnberget e il Lugnet (quest'ultimo costruito in luogo dello smantellato Källviken in occasione della rassegna iridata del 1974).
La cittadina ha spesso ospitato gare di sci nordico delle varie Coppe del Mondo (di biathlon, di sci di fondo, di combinata nordica e di salto con gli sci), in genere verso fine stagione quando le località più a sud non hanno ormai più neve.

## Università
La città è sede dell'Università di Dalarna. Nota per ospitare un gran numero di studenti Erasmus, in particolare italiani, alloggiati principalmente presso lo studentato chiamato Britsen.

## Amministrazione

### Gemellaggi
- Grudziądz
- Gütersloh, dal 1994

## Galleria d'immagini

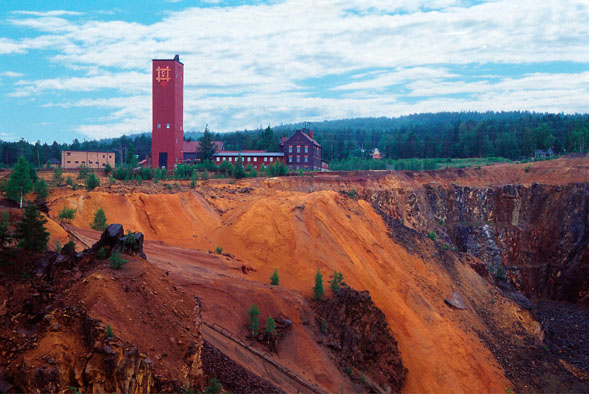
Falu koppargruva
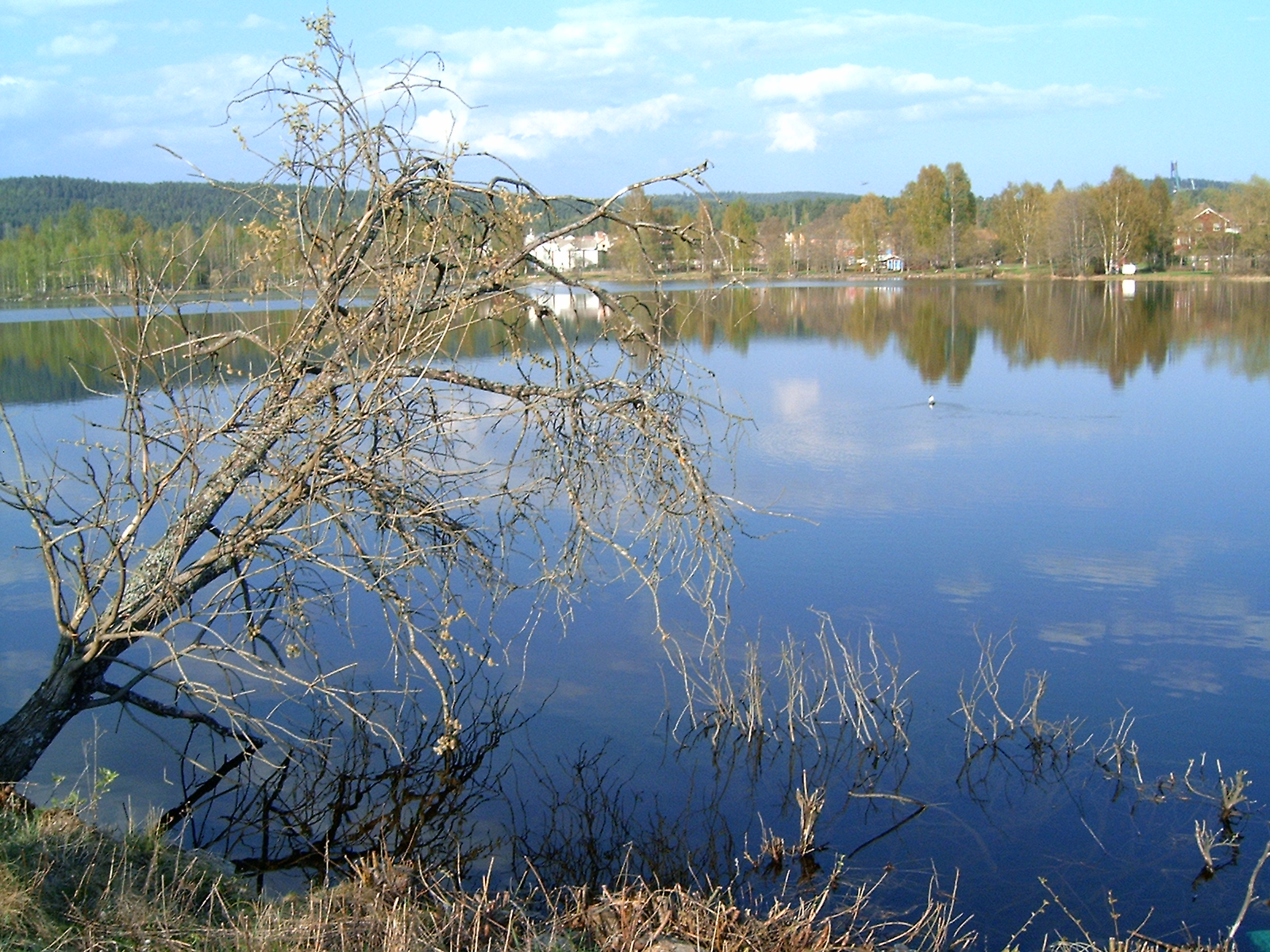
Östanforsån
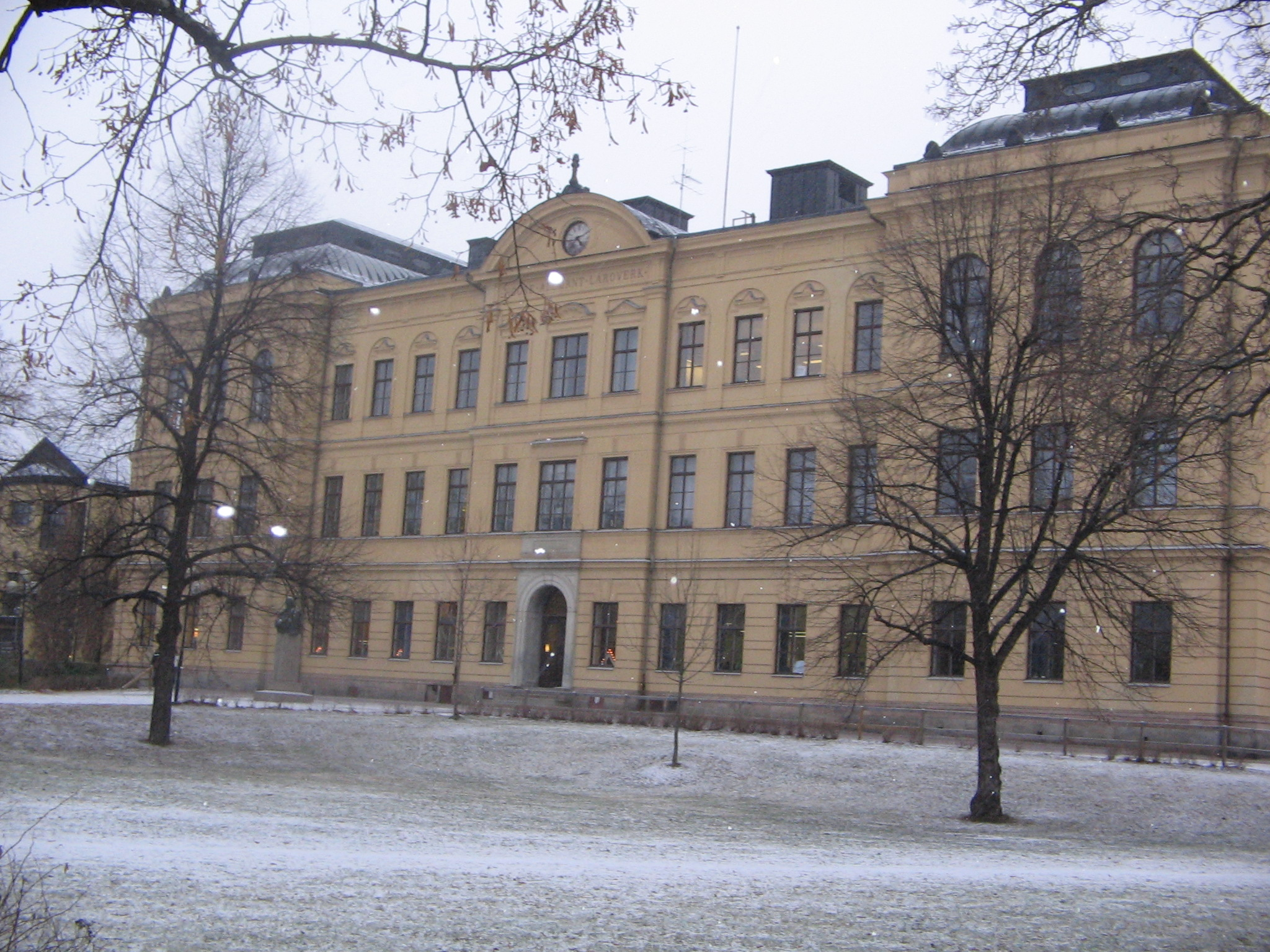
Kristinegymnasiet
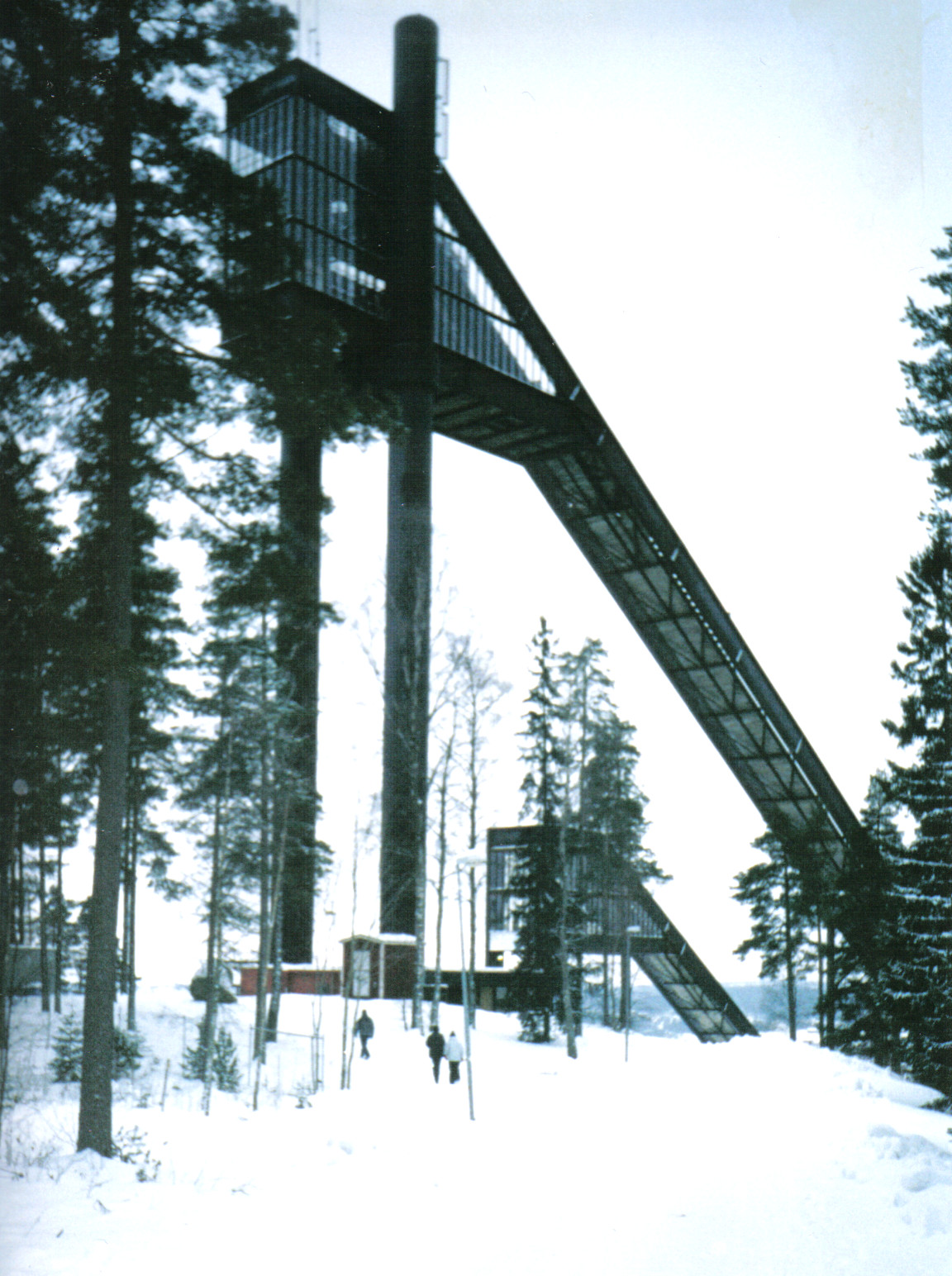
Il trampolino Lugnet